# Колонијал Хајтс (Тенеси)
Колонијал Хајтс (енгл. Colonial Heights) насељено је место без административног статуса у америчкој савезној држави Тенеси.

## Демографија
По попису из 2010. године број становника је 6.934, што је 133 (-1,9%) становника мање него 2000. године.
| Група             | 2000.         | 2010.         |
| Белци             | 6.857 (97,0%) | 6.610 (95,3%) |
| Афроамериканци    | 62 (0,9%)     | 86 (1,2%)     |
| Азијати           | 47 (0,7%)     | 80 (1,2%)     |
| Хиспаноамериканци | 51 (0,7%)     | 74 (1,1%)     |
| Укупно            | 7.067         | 6.934         |